# Barthélémy de Theux de Meylandt
Barthélemy Théodore, Conde de Theux de Meylandt fue un noble y político católico belga nacido en el castillo de Schabroek y fallecido en el castillo de Meylandt.
Fue ministro de estado, ministro de asuntos exteriores, ministro del interior, miembro del congreso nacional y quinto primer ministro de Bélgica. 
Es ancestro materno de la futura Gran Duquesa consorte de Luxemburgo, la condesa Stéphanie de Lannoy.
Honores
- Gran cordón Orden de los Santos Mauricio y Lázaro

- Datos: Q472257
- Multimedia: Count Barthélémy de Theux de Meylandt / Q472257